# Lucien Monge
Lucien Illuminé Monge (Tunis, 4 mars 1835 - Port-Saïd, 25 août 1887) est un interprète et diplomate français ayant effectué sa carrière en Afrique du Nord et dans le Levant.

## Biographie
Lucien Monge est le fils de Jean Alphonse Illuminé Monge (1783-1843), négociant et  chef du parti bonapartiste de Tunis et de Virginie Vachier. Ils ont 21 enfants dont 9 ont survécu. Il entre à l’école des jeunes de langue de Paris en septembre 1846. Il est nommé élève drogman en août 1854 et part pour Tunis afin de s'y perfectionner en arabe auprès d'un khodja. En octobre 1856, il obtient, grâce à la recommandation du consul Léon Roches, un poste d'élève drogman à Smyrne, ce qui lui permet de se perfectionner en turc. Il est promu  drogman chancelier à Djeddah dans le Hedjaz en mars 1959 et occupe ensuite ce poste au Caire  (janvier 1864) et à Jérusalem (janvier 1866). Il épouse Hélène Bertrand, fille du vice-consul de France à Alep Joseph Bertrand, en 1868. Monge est par la suite nommé en 1872  au consulat de Suez. Puis il assure l'intérim aux consulats de Port-Saïd en Égypte de 1874 à 1875 et à Alep (mars 1878). Nommé consul du Caire en 1878 puis d'Alexandrie en 1882, il devient ensuite consul de Jérusalem le 31 décembre 1884 mais ses positions anticléricales lui valent d'être muté dès juin 1885 au consulat de Port-Saïd. Il meurt en 1887. 
Son épouse, qui a la charge de leurs trois jeunes enfants demande une bourse afin que leur fils entre à l'école des jeunes de langue. Elle demande aussi la concession d’un débit de tabac.